# Digital Media Adapter
Ein Digital Media Adapter (DMA) ist ein Gerät, das herkömmliche Unterhaltungsmedien wie das TV-Gerät oder die Stereoanlage mit dem PC verbindet. Dabei werden die in Paketen verschlüsselten Daten über ein Netzwerkkabel oder eine drahtlose WLAN-Verbindung von einem PC oder Netzwerkserver (NSLU) an den DMA gesendet. Der DMA formt diese Datenpakete in ein für das jeweilige Ausgabemedium (TV / Hifi-Anlage) lesbare Form um. Dabei kann es sich sowohl um analoge (z. B. Verstärker) als auch um digitale Geräte (z. B. LCD-Monitor) handeln. In einem Media Center PC ist in der Regel diese Anschluss-Adapter-Funktionalität bereits integriert. Sofern sich dieser Media PC in der Nähe der HiFi- oder TV-Anlage befindet, ist kein extra DMA erforderlich.
Beispiele für Digital Media Adapter
- Pinnacle Showcenter
- Pinnacle Soundbridge
- Hauppauge MediaMVP
- Microsoft Xbox Media Center